# Heinrich Pauli (Elektrotechniker)
Heinrich Pauli (* 24. Januar 1893 in Hamburg; † 4. Oktober 1962 in der Nähe von Stuttgart) war ein deutscher Hochfrequenztechniker, der ein graphisches Verfahren zur Feststellung des inneren Widerstandes von Schwingkreisen entwickelte, bekannt unter dem Namen Pauli-Gerade.
Pauli wurde 1921 an der Universität Hamburg bei Peter Paul Koch mit der Arbeit „Zur Theorie der Messungen mittels ungedämpfter elektrischer Schwingungen an zwei magnetisch gekoppelten Kreisen“ promoviert.
Er wurde Mitarbeiter von Franz Kiebitz im Telegraphentechnischen Reichsamt, wo er u. a. an der Einführung des Rundfunks 1923 im Vox-Haus mitarbeitete. Er arbeitete auch auf hochfrequenztechnischem und akustischem Gebiet u. a. im Zentrallaboratorium von Siemens & Halske, bei Telefunken und bei Dr. Trautwein. Nach dem Kriege lebte er in Göttingen als freier Mitarbeiter auf dem Dokumentations- und Patentgebiet. Zuletzt war er bei Pintsch Elektro in Konstanz tätig, wobei ihn ein schweres Augenleiden plagte.